# Pilea gansuensis
Pilea gansuensis là loài thực vật có hoa trong họ Tầm ma. Loài này được C.J. Chen & Z.X. Peng miêu tả khoa học đầu tiên năm 1982.